# 女流雀士 プロアマNo.1決定戦 てんパイクイーン
女流雀士 プロアマNo.1決定戦 てんパイクイーン（じょりゅうじゃんし プロアマナンバーワンけっていせん てんパイクイーン）は、プロアマ混合の麻雀対局番組。「美しい」女流雀士によるNo.1決定戦である。
基本ルール
- 24人を4人毎の6卓に分け、予選では各卓2人ずつ（計12名）の雀士が準決勝に進出。 さらに準決勝では3卓でのトップ各1名（計3名）が決勝に進出。 決勝戦ではそこに前回クイーンが加わり4人でクイーンを争う[1]。

2016年に放送が開始され、初代クイーンは高宮まり、2・7代目クイーンは山脇千文美、3～5代目クイーンは岡田紗佳、6代目クイーンは日當ひな、8代目クイーンは安藤りな、9～10代目クイーンは丸山奏子である。

## 出演者

### シーズン1
（2016年1月23日 - 2017年3月18日、テレ朝チャンネル2）

#### 女流プロ
- 高宮まり（優勝）
- 石田亜沙己（2位）
- 井上絵美子（準決勝敗退）
- 大亀あすか（準決勝敗退）
- 蒼井ゆりか（予選敗退）
- 和泉由希子（予選敗退）
- 中山奈々美（予選敗退）
- 宮内こずえ（予選敗退）

#### 女流アマ
- 森上南（3位）
- 椿姫彩菜（4位）
- 宮城舞（準決勝敗退）
- 由井香織（準決勝敗退）
- 及川奈央（予選敗退）
- 小田あさ美（予選敗退）
- 坪井安奈（予選敗退）
- 浜田ブリトニー（予選敗退）

### シーズン2
（2016年11月18日 - 2017年3月24日、テレ朝チャンネル2）

#### 女流プロ
- 山脇千文美（優勝）
- 高宮まり（前シーズン優勝者）（2位）
- 上野あいみ（4位）
- 大亀あすか（準決勝敗退）
- 小笠原奈央（準決勝敗退）
- 黒沢咲（準決勝敗退）
- 菅原千瑛（準決勝敗退）
- 塚田美紀（準決勝敗退）
- 中山奈々美（準決勝敗退）
- 足木優（予選敗退）
- 和泉由希子（予選敗退）
- 井上絵美子（予選敗退）
- 月江いくこ（予選敗退）
- 東城りお（予選敗退）
- 都美（予選敗退）
- 二階堂亜樹（予選敗退）
- 宮内こずえ（予選敗退）

#### 女流アマ
- 宮城舞（3位）
- 浅香唯（準決勝敗退）
- 椿姫彩菜（準決勝敗退）
- 由井香織（準決勝敗退）
- 及川奈央（予選敗退）
- 篠原冴美（予選敗退）
- 松本圭世（予選敗退）
- 森上南（予選敗退）

### シーズン3
（2017年11月24日 - 2018年3月30日、テレ朝チャンネル2）

#### 女流プロ
- 岡田紗佳（優勝）
- 石田亜沙己（決勝進出）
- 山脇千文美（前シーズン優勝者、決勝進出）
- 足木優（準決勝敗退）
- 小笠原奈央（準決勝敗退）
- 都美（準決勝敗退）
- 日向藍子（準決勝敗退）
- 松嶋桃（準決勝敗退）
- 宮内こずえ（準決勝敗退）
- 和泉由希子（予選敗退）
- 大亀あすか（予選敗退）
- 菅原千瑛（予選敗退）
- 高宮まり（予選敗退）
- 東城りお（予選敗退）
- 中山奈々美（予選敗退）
- 二階堂亜樹（予選敗退）
- 二階堂瑠美（予選敗退）

#### 女流アマ
- 百合沙（決勝進出）
- 浅香唯（準決勝敗退）
- 及川奈央（準決勝敗退）
- 小田あさ美（準決勝敗退）
- 香川愛生（予選敗退）
- 須藤凜々花（予選敗退）
- たしろさやか（予選敗退）
- 椿彩奈（予選敗退）

### シーズン4
（2018年11月16日 - 2019年3月22日、テレ朝チャンネル2）

#### 女流プロ
- 岡田紗佳（前シーズン優勝者）（優勝）
- 二階堂亜樹（決勝敗退）
- 二階堂瑠美（予選敗退）
- 古川彩乃（予選敗退）
- 大島麻美（準決勝敗退）
- 和泉由希子（予選敗退）
- 高宮まり（予選敗退）
- 大久保朋美（準決勝敗退）
- 都美（準決勝敗退）
- 大亀あすか（準決勝敗退）
- 小笠原奈央（準決勝敗退）
- 菅原千瑛（予選敗退）
- 丸山奏子（準決勝敗退）
- 宮内こずえ（予選敗退）
- 山脇千文美（予選敗退）
- 中山奈々美（予選敗退）
- 塚田美紀（決勝敗退）

#### 女流アマ
- 浅香唯（準決勝敗退）
- 宮城舞（準決勝敗退）
- 百合沙（予選敗退）
- 藤田恵名（予選敗退）
- 及川奈央（決勝敗退）
- 椿彩奈（予選敗退）
- 小田あさ美（予選敗退）
- 日野麻衣（番組内で発表）（準決勝敗退）

### シーズン5
（2019年12月6日 - 2020年4月24日、テレ朝チャンネル2）

#### 女流プロ
- 岡田紗佳（前シーズン優勝者）（優勝）
- 二階堂亜樹（予選敗退）
- 和泉由希子（準決勝敗退）
- 日向藍子（準決勝敗退）
- 大久保朋美（予選敗退）
- 二階堂瑠美（予選敗退）
- 古川彩乃（準決勝敗退）
- 中山奈々美（予選敗退）
- 丸山奏子（決勝敗退）
- 高宮まり（準決勝敗退）
- 宮内こずえ（準決勝敗退）
- 小笠原奈央（予選敗退）
- 日當ひな（予選敗退）
- 東城りお（予選敗退）
- 大亀あすか（予選敗退）
- 山脇千文美（決勝敗退）
- 都美（準決勝敗退）

#### 女流アマ
- 浅香唯（予選敗退）
- 宮城舞（予選敗退）
- 松本圭世（決勝敗退）
- 長澤茉里奈（準決勝敗退）
- 及川奈央（予選敗退）
- 椿彩奈（予選敗退）
- 水崎綾女（準決勝敗退）
- 天木じゅん（準決勝敗退）

### シーズン6
（2020年11月27日 - 2021年3月27日、テレ朝チャンネル2）

#### 女流プロ
- 岡田紗佳（前シーズン優勝者）（決勝敗退）
- 二階堂亜樹（予選敗退）
- 高宮まり（準決勝敗退）
- 山脇千文美（予選敗退）
- 都美（準決勝敗退）
- 宮内こずえ（予選敗退）
- 咲良美緒（予選敗退）
- 中山奈々美（準決勝敗退）
- 日當ひな（優勝）
- 二階堂瑠美（予選敗退）
- 東城りお（準決勝敗退）
- 大亀あすか（予選敗退）
- 日向藍子（準決勝敗退）
- 和泉由希子（準決勝敗退）
- 古川彩乃（予選敗退）
- 大久保朋美（予選敗退）
- 丸山奏子（決勝敗退）

#### 女流アマ
- 浅香唯（準決勝敗退）
- 水崎綾女（決勝敗退）
- 松本圭世（予選敗退）
- 日野麻衣（予選敗退）
- 椿彩奈（準決勝敗退）
- 長澤茉里奈（予選敗退）
- 及川奈央（準決勝敗退）
- 中田花奈（予選敗退）

### シーズン7
（2021年11月19日 - 2022年3月26日、テレ朝チャンネル2）

#### 女流プロ
- 日當ひな（前シーズン優勝者）（決勝敗退）
- 高宮まり（予選敗退）
- 岡田紗佳（準決勝敗退）
- 東城りお（準決勝敗退）
- 都美（予選敗退）
- 二階堂亜樹（予選敗退）
- 山脇千文美（優勝）
- 中田花奈（準決勝敗退）
- 水口美香（予選敗退）
- 宮内こずえ（予選敗退）
- 和泉由希子（予選敗退）
- 伊達朱里紗（準決勝敗退）
- 日向藍子（決勝敗退）
- 黒沢咲（予選敗退）
- 川原舞子（予選敗退）
- 安藤りな（準決勝敗退）
- 丸山奏子（準決勝敗退）

#### 女流アマ
- 阿部暁燿子（準決勝敗退）
- 松本圭世（決勝敗退）
- 植田佳奈（予選敗退）
- 日野麻衣（予選敗退）
- 及川奈央（予選敗退）
- 水崎綾女（準決勝敗退）
- 小田あさ美（予選敗退）
- 板野成美（準決勝敗退）

### シーズン8
（2022年11月25日 - 2023年3月17日、テレ朝チャンネル2）

#### 女流プロ
- 山脇千文美（前シーズン優勝者）（決勝敗退）
- 武田雛歩（予選敗退）
- 高宮まり（準決勝敗退）
- 成海有紗（準決勝敗退）
- 中田花奈（予選敗退）
- 二階堂瑠美（準決勝敗退）
- 伊達朱里紗（予選敗退）
- 安藤りな（優勝）
- 都美（予選敗退）
- 二階堂亜樹（決勝敗退）
- 岡田紗佳（準決勝敗退）
- 木下遥（予選敗退）
- 丸山奏子（予選敗退）
- 宮内こずえ（準決勝敗退）
- 東城りお（予選敗退）
- 杉浦まゆ（準決勝敗退）
- 日向藍子（予選敗退）

#### 女流アマ
- 松本圭世（決勝敗退）
- 板野成美（予選敗退）
- 舞川あいく（予選敗退）
- 百川晴香（準決勝敗退）
- 水崎綾女（予選敗退）
- 日野麻衣（準決勝敗退）
- 入来茉里（準決勝敗退）
- 中川美優（予選敗退）

### シーズン9
（2023年11月17日 - 2024年3月22日、テレ朝チャンネル2）

#### 女流プロ
- 安藤りな（前シーズン優勝者）（決勝敗退）
- 東城りお（予選敗退）
- 二階堂亜樹（決勝進出）
- 篠原冴美（準決勝敗退）
- 中田花奈（予選敗退）
- 高宮まり（準決勝敗退）
- 伊達朱里紗（予選敗退）
- 川上レイ（準決勝敗退）
- 都美（予選敗退）
- 宮内こずえ（予選敗退）
- 岡田紗佳（準決勝敗退）
- 一瀬由梨（予選敗退）
- 丸山奏子（優勝）
- 二階堂瑠美（予選敗退）
- 山脇千文美（準決勝敗退）
- 菅原千瑛（予選敗退）
- 梶梨沙子（準決勝敗退）

#### 女流アマ
- 宮城舞（準決勝敗退、棄権のため大村朋宏が準決勝代打）
- 松本圭世（予選敗退）
- 藤田恵名（予選敗退）
- 百川晴香（準決勝敗退）
- 水崎綾女（決勝進出）
- 舞川あいく（予選敗退）
- 日野麻衣（準決勝敗退）
- ななせ結衣（予選敗退）

### シーズン10
（2024年11月15日 - 、テレ朝チャンネル2）

#### 女流プロ
- 丸山奏子（前シーズン優勝者、優勝）
- 梶梨沙子（決勝進出）
- 東城りお（決勝進出）
- 岡田紗佳（準決勝敗退）
- 日向藍子（準決勝敗退）
- 二階堂亜樹（準決勝敗退）
- 都美（準決勝敗退）
- 高宮まり（準決勝敗退）
- 日當ひな（準決勝敗退）
- 木下遥（予選敗退）
- 山脇千文美（予選敗退）
- 菅原千瑛（予選敗退）
- 赤木クロ（予選敗退）
- 宮内こずえ（予選敗退）
- 御子柴佑梨（予選敗退）
- 安藤りな（予選敗退）
- 中田花奈（予選敗退）

#### 女流アマ
- 水崎綾女（決勝進出）
- 松本圭世（準決勝敗退）
- 日野麻衣（準決勝敗退）
- 百川晴香（準決勝敗退）
- 舞川あいく（予選敗退）
- 西村歩乃果（予選敗退）
- 入来茉里（予選敗退）
- 百合沙（予選敗退）

## 実況

### 実況
- 大熊英司（テレビ朝日）

### 解説
- 藤崎智（日本プロ麻雀連盟）

### オフィシャルサポーター（ゲスト解説）

#### シーズン1
- 大村朋宏（トータルテンボス）
- 柴田英嗣（アンタッチャブル）

#### シーズン2
- 大村朋宏（トータルテンボス）
- 内山信二
- たかし（トレンディエンジェル）
- 児嶋一哉（アンジャッシュ）

#### シーズン6
- 徳井健太（平成ノブシコブシ）

#### シーズン9
- 徳井健太（平成ノブシコブシ）
- 金ちゃん（鬼越トマホーク）
- 大村朋宏（トータルテンボス）

#### シーズン10
- 前田裕太（ティモンディ）

### アシスタント

#### シーズン1
- 桐生美希
- 古野あきほ

#### シーズン2
- 古野あきほ
- 佐藤聖羅

## スタッフ
- ナレーション：野引香里
- 構成：田中淳也
- 企画協力：日本プロ麻雀連盟
- 技術協力：レステック
- 美術協力：フジアール
- 編集・MA：ヌーベル・アージュ
- カメラ：竹内浩司、大森健二
- CG：持田学
- 音効：村松聡
- HP：畑中靖広
- AD：根ヶ山高弘、上町修太
- AP：小原佑斗
- ディレクター：吉仲哲也、小原靖広、山崎新平、新納啓介
- プロデューサー：柿野陽（テレビ朝日）、高家宏明（モティアンドサティ）